# Alvarez (Automobilhersteller)
Alvarez war ein spanischer Automobilhersteller. Das Unternehmen wurde 1920 in Barcelona gegründet. Bereits 1921 übernahm Jesus Batlló das Unternehmen. Das neue Unternehmen hieß M.A.